# Robert Kronfeld
Pour les articles homonymes, voir Kronfeld.
Robert Kronfeld (né à Vienne en Autriche le 5 mai 1904, mort le 12 février 1948 à Lasham, Hampshire, Royaume-Uni)) est un pilote et concepteur autrichien de planeur des années 1920 et 1930.
Il effectue son premier vol depuis une montagne en Autriche. En 1929 il remporte un prix offert par le journal  Grüne Post en effectuant un vol de 100 km. Il émigre au Royaume-Uni en 1933 et prend la nationalité britannique, et fonde l'entreprise Kronfeld Ltd en 1936.
Il a détenu plusieurs records mondiaux de distance (164,5 km) et d'altitude (2 589 m) en planeur. Il a inventé avec Alexander Lippisch le variomètre, instrument permettant de mesurer les variations d'altitude.
Il meurt en 1948 dans un accident aérien en Angleterre. Le prix Robert-Kronfeld-Memorial (Robert-Kronfeld-Gedächtnispreis) est créé en 1979, et une coupe à son nom est décernée lors des championnats du monde de vol à voile en 1989.

## Biographie
Fils du dentiste Robert Kronfeld (1874-1946) et de sa femme Hedwig née Deutsch († 1905 ; Sœur de l'éditeur Paul Deutsch (de)) il est le neveu du médecin et écrivain Adolf Kronfeld (de) et du botaniste Ernst Moriz Kronfeld (de). Son frère est le médecin, dentiste et célèbre pathologiste buccal Rudolf Kronfeld (de) (1901–1940).
Le 8 août 1928, Kronfeld remporte le prix du vol longue distance lors de la compétition de vol à voile de la Rhön de 1928 sur le Rhöngeist d'Alexander Lippisch avec un temps de 7 heures 54 minutes. Il est le 15 mai 1929 le premier à voler plus de 100 km en vol à voile. Dans les années 1929/30 il établit plusieurs records du monde de distance (164,51 km) et d'altitude (jusqu'à 2 589 m) avec les planeurs « Wien (de) » et « Austria (de) ».

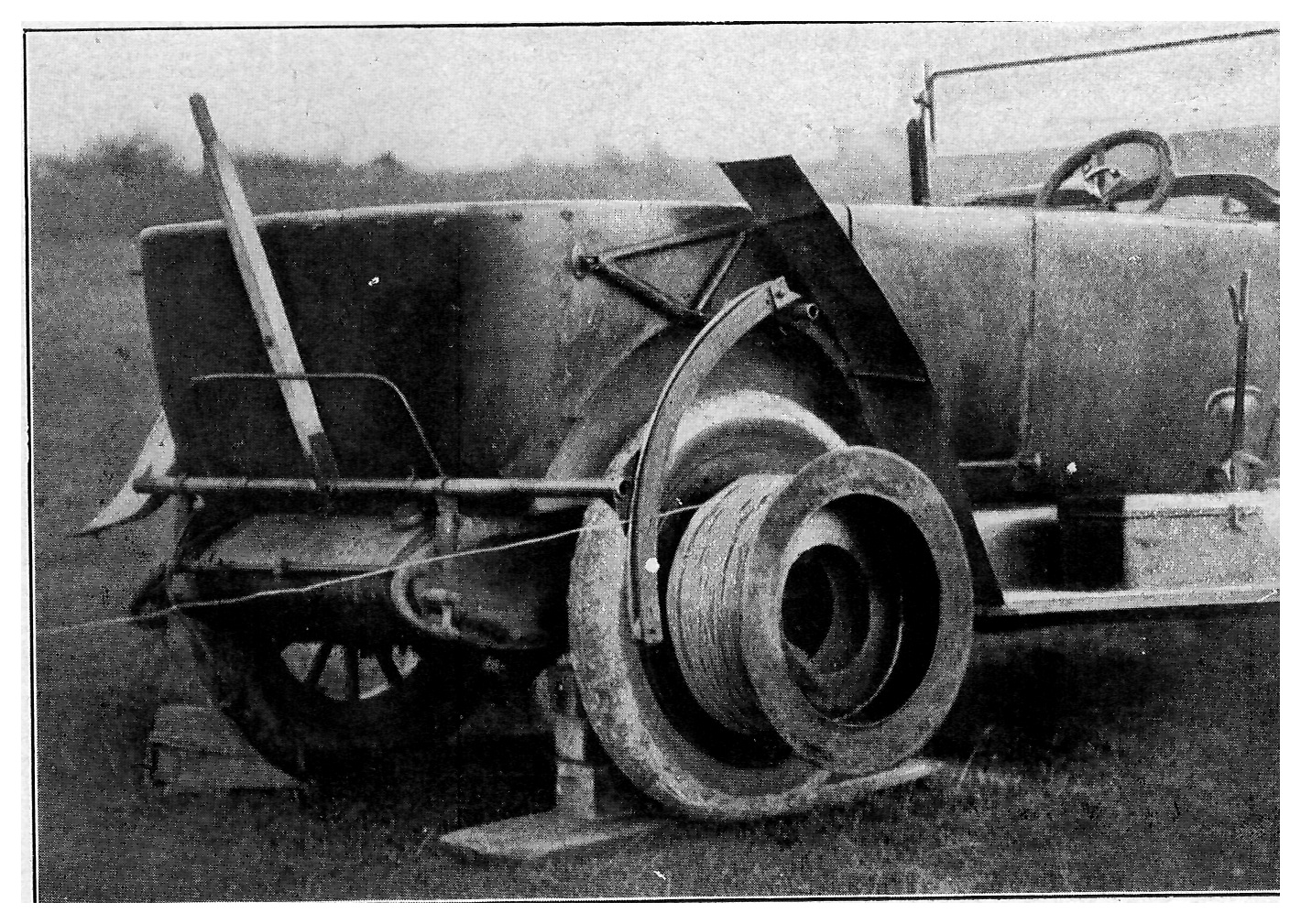
Utilisation d'une voiture comme treuil pour lancer les planeurs vers 1930

Il conçoit le treuil de voiture Kronfeld pour les essais de remorquage aérien, entreprend le 1er vol en ascendance en montagne (Rax, Jakobskogel) et peu de temps après, le 26 février 1929, le premier vol en planeur depuis le Kahlenberg (avec traversée du Danube et atterrissage sur la calotte glaciaire du port de Kuchelau). Il organise de grandes journées de vol et est le premier pilote de planeur à traverser La manche dans les deux sens en 1931 : il décolle le 20 juin 1931 à 19 heures à Boulogne-sur-Mer et débarque au château de Douvres. De là, il décolle vers 21 heures le même jour pour le vol retour et atterrit de nouveau à Boulogne-sur-Mer (St. Inglevert).
En raison de ses origines juives, il émigre en Angleterre en 1933 et devient citoyen britannique en 1939. Au milieu des années 1930, il reprend la British Aircraft Company, qu'il dirige à partir du 21 mai 1936 sous le nom de Kronfeld Ltd. Le produit le plus connu était l'avion léger Kronfeld Drone.  Pendant la Seconde Guerre mondiale, il sert dans la Royal Air Force, où il a atteint le grade de major et de chef d'escadron.
Le 12 février 1948, il décolle avec un planeur de type aile volante pour un vol d'essai au-dessus du sud de l'Angleterre. Le planeur n'est pas encore au point et peu de temps après le largage, il part en vrille et tombe de 5 000 m d'altitude près de la ville de Lasham. À bord se trouve également un observateur qui réussit à sauter en parachute. Kronfeld meurt dans l'épave du General Aircraft GAL.56 (en).
Liste de planeur que Kronfeld a piloté :
- 1928 Esprit Rhoen
- 1929 Vienne
- 1930 Autriche
- 1932 Autriche II
- 1933 Ku 7
- 1933 Autriche III

## Honneurs

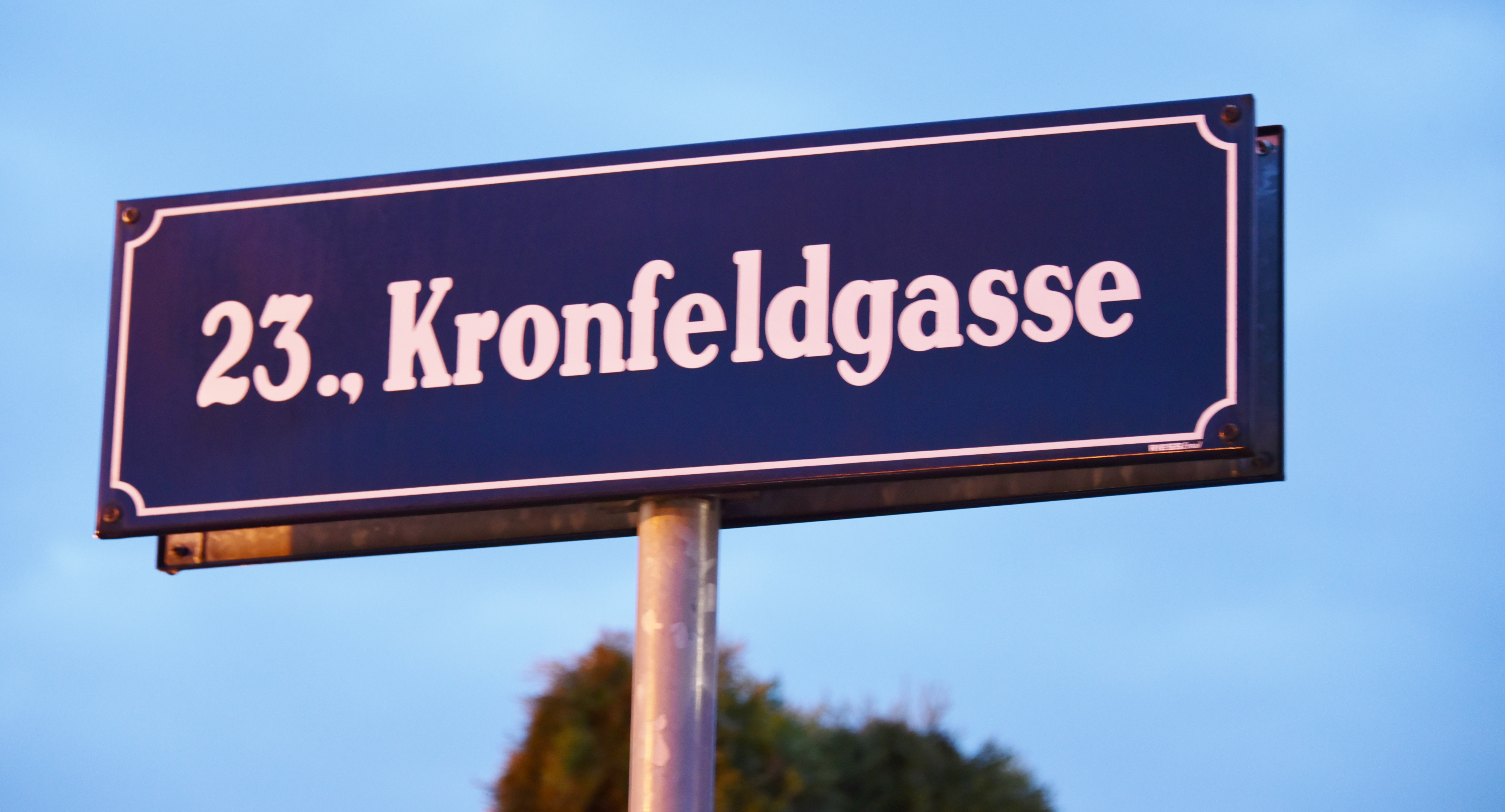
Plaque de rue Kronfeldgasse à Vienne

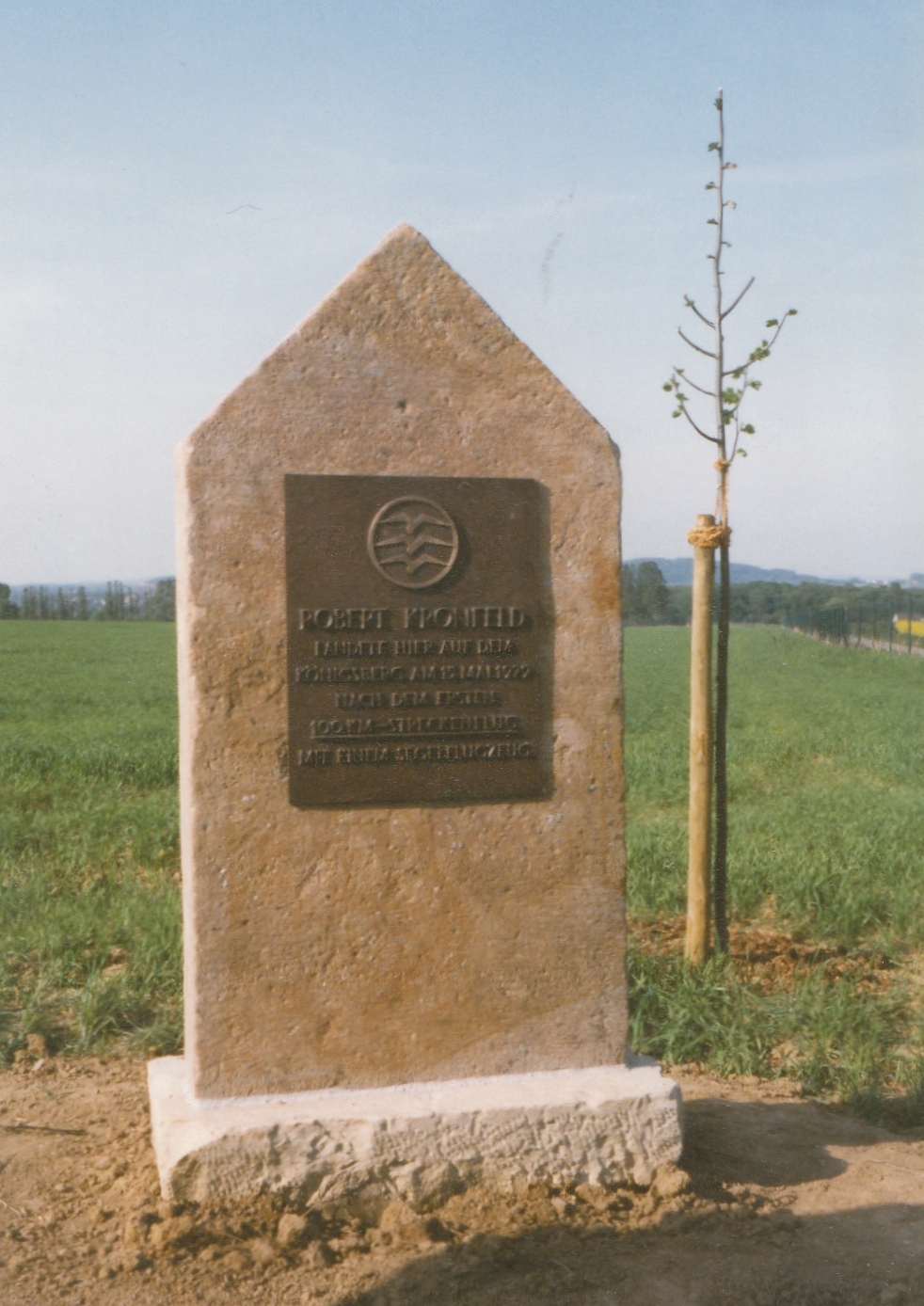
Pierre commémorative de Kronfeld près de Detmold

En 1930, Kronfeld remporte la Coupe Hindenburg (de)  de vol à voile.
À Detmold, Fulda et Oerlinghausen, une rue porte son nom. Le conseil municipal de Vienne a décidé le 2 septembre 1959 qu'une rue de Liesing (23. district) porterait son nom.
En son honneur, l'école de vol à voile d'Oerlinghausen (de) organise le "Kronfeld-Wettbewerb" annuel le long du parcours du 15 mai 1929, lorsqu'il a effectué son premier vol sur plus de 100 km.
Pour commémorer le premier vol de planeur longue distance au monde, une pierre commémorative a été érigée par l'association d'histoire locale sur Hermannshöhenweg près de Riesenbeck (de) en 1990.
Sur le site d'atterrissage sur le Königsberg près de Detmold (GPS 51° 55' N, 8° 53' E), se trouve depuis 1997 une pierre commémorative sur le terrain du LWL-Freilichtmuseum.